# Serenades
Serenades prvi je studijski album britanskog death/doom-sastava Anathema. Diskografska kuća Peaceville Records objavila ga je 28. veljače 1993. Jedini je Anathemov album na kojem se pojavio pjevač Darren White. Ritam gitarist, Vincent Cavanagh pjevao je na svim sljedećim albumima.

## Pozadina
Serenades se nastavlja na materijal iz EP-a The Crestfallen, ali sadrži više eksperimentiranja i varijacija. Snimljen je u lipnju, srpnju i rujnu 1992. u Academy Studiosu u Yorkshireu, na istom mjestu gdje su The Crestfallen snimljeni prije godine.

## Stil i glazba
Serenades je uglavnom death/doom album. Teme pjesama uključuju ljubav ("Lovelorn Rhapsody"), traumu, rat ("Sleepless"), požudu ("Under a Veil (of Black Lace)"). Album zatvara 23-minutna ambijentalna pjesma "Dreaming: The Romance".

## Popis pjesama
Tekstovi: Darren White, glazba: Daniel Cavanagh.
| 1.    | »Lovelorn Rhapsody«                              | 6:25  |
| 2.    | »Sweet Tears«                                    | 4:14  |
| 3.    | »J'ai fait une promesse«                         | 2:40  |
| 4.    | »They (Will Always) Die«                         | 7:16  |
| 5.    | »Sleepless«                                      | 4:12  |
| 6.    | »Sleep in Sanity«                                | 6:53  |
| 7.    | »Scars of the Old Stream«                        | 1:10  |
| 8.    | »Under a Veil (of Black Lace)«                   | 7:34  |
| 9.    | »Where Shadows Dance«                            | 1:58  |
| 10.   | »Dreaming: The Romance« (instrumentalna skladba) | 23:23 |
| 65:45 |                                                  |       |

| Bonus pjesme na američkom izdanju iz 1994. | Bonus pjesme na američkom izdanju iz 1994.      | Bonus pjesme na američkom izdanju iz 1994. | Bonus pjesme na američkom izdanju iz 1994. | Bonus pjesme na američkom izdanju iz 1994. | Bonus pjesme na američkom izdanju iz 1994. | Bonus pjesme na američkom izdanju iz 1994. | Bonus pjesme na američkom izdanju iz 1994. | Bonus pjesme na američkom izdanju iz 1994. | Bonus pjesme na američkom izdanju iz 1994. |
| Br.                                        | Skladba                                         | Trajanje                                   |                                            |                                            |                                            |                                            |                                            |                                            |                                            |
| ------------------------------------------ | ----------------------------------------------- | ------------------------------------------ | ------------------------------------------ | ------------------------------------------ | ------------------------------------------ | ------------------------------------------ | ------------------------------------------ | ------------------------------------------ | ------------------------------------------ |
| 10.                                        | »All Faith is Lost«                             | 8:02                                       |                                            |                                            |                                            |                                            |                                            |                                            |                                            |
| 11.                                        | »...And I Lust« (iz EP-a The Crestfallen)       | 5:46                                       |                                            |                                            |                                            |                                            |                                            |                                            |                                            |
| 12.                                        | »The Sweet Suffering« (iz EP-a The Crestfallen) | 6:41                                       |                                            |                                            |                                            |                                            |                                            |                                            |                                            |
| 13.                                        | »Everwake« (iz EP-a The Crestfallen)            | 2:41                                       |                                            |                                            |                                            |                                            |                                            |                                            |                                            |
| 14.                                        | »The Crestfallen« (iz EP-a The Crestfallen)     | 10:14                                      |                                            |                                            |                                            |                                            |                                            |                                            |                                            |
| 75:46                                      |                                                 |                                            |                                            |                                            |                                            |                                            |                                            |                                            |                                            |

| Bonus pjesme na remasteriranom izdanju iz 2003. | Bonus pjesme na remasteriranom izdanju iz 2003.        | Bonus pjesme na remasteriranom izdanju iz 2003. | Bonus pjesme na remasteriranom izdanju iz 2003. | Bonus pjesme na remasteriranom izdanju iz 2003. | Bonus pjesme na remasteriranom izdanju iz 2003. | Bonus pjesme na remasteriranom izdanju iz 2003. | Bonus pjesme na remasteriranom izdanju iz 2003. | Bonus pjesme na remasteriranom izdanju iz 2003. | Bonus pjesme na remasteriranom izdanju iz 2003. |
| Br.                                             | Skladba                                                | Trajanje                                        |                                                 |                                                 |                                                 |                                                 |                                                 |                                                 |                                                 |
| ----------------------------------------------- | ------------------------------------------------------ | ----------------------------------------------- | ----------------------------------------------- | ----------------------------------------------- | ----------------------------------------------- | ----------------------------------------------- | ----------------------------------------------- | ----------------------------------------------- | ----------------------------------------------- |
| 10.                                             | »Eternal Rise of the Sun« (iz singla We Are the Bible) | 6:38                                            |                                                 |                                                 |                                                 |                                                 |                                                 |                                                 |                                                 |
| 11.                                             | »Nailed to the Cross/666« (iz singla We Are the Bible) | 4:09                                            |                                                 |                                                 |                                                 |                                                 |                                                 |                                                 |                                                 |
| 76:32                                           |                                                        |                                                 |                                                 |                                                 |                                                 |                                                 |                                                 |                                                 |                                                 |

## Zasluge
| Anathema - Darren – vokal, fotografije - Daniel – gitara - Vincent – gitara - Duncan – bas-gitara - John Douglas – bubnjevi Dodatni glazbenici - Ruth – vokal (na pjesmi "J'ai fait une promesse") | Ostalo osoblje - Dave Pybus – dizajn, umjetnički smjer - Mags – inženjer zvuka - Keith Appleton – miks - David Penprase – fotografije (na naslovnici) - Hammy – produkcija - Porl Medlock – fotografije |